# كأس بطولة الولايات المتحدة المفتوحة 2012
كأس بطولة الولايات المتحدة المفتوحة 2012 (بالإنجليزية: 2012 U.S. Open Cup)‏ هو الموسم 99 من  كأس بطولة الولايات المتحدة المفتوحة. أقيم خلال الفترة 15 مايو 2012 وحتى 8 أغسطس 2012، وأشرف على تنظيمه اتحاد الولايات المتحدة لكرة القدم، وكان عدد الأندية المشاركة فيه  64، وفاز فيه سبورتينغ كانساس سيتي.